# Imma periploca
Imma periploca är en fjärilsart som beskrevs av Edward Meyrick 1910. Imma periploca ingår i släktet Imma och familjen Immidae. Inga underarter finns listade i Catalogue of Life.